# باكه (كورنوال)
باكه (بالإنجليزية: Bake, Cornwall)‏ هي قرية تقع في المملكة المتحدة في كورنوال.